# تلمبه ابراهیم
تلمبه ابراهیم، روستایی در دهستان نجف‌آباد از توابع بخش مرکزی شهرستان سیرجان در استان کرمان است.